# Mahmoud Dahoud
Mahmoud Dahoud (Amuda, Siria, 1 de enero de 1996) es un futbolista sirio que también posee la nacionalidad alemana. Juega en la posición de centrocampista y su equipo es el Eintracht Fráncfort de la 1. Bundesliga.

## Trayectoria

### Clubes
Se formó en las categorías inferiores del Fortuna Dusseldorf y permaneció allí hasta que se unió al Borussia Mönchengladbach en 2010, a los catorce años. Tras comenzar a entrenar con el primer equipo desde 2013, realizó su debut con el club en agosto de 2014 en un partido de Liga Europa de la UEFA ante el F. K. Sarajevo. En los siete años en los que estuvo en la institución, jugó sesenta y un partidos en la Bundesliga y anotó siete goles.
En marzo de 2017, aunque le quedaba un año de contrato por cumplir con el Mönchengladbach, fue fichado por el Borussia Dortmund, que para comprarlo pagó un monto que no se dio a conocer. Se convirtió en el segundo fichaje del club en la temporada y firmó por cinco años.

## Selección nacional
Nació en Siria pero se crio en Alemania, país al que ha representado internacionalmente en sus categorías inferiores. Con la selección sub-21 ganó la Eurocopa Sub-21 de 2017, en la que su selección se impuso tras derrotar por 1:0 a España en la final, que Dahoud no jugó. También disputó la Eurocopa Sub-21 de 2019, donde terminaron segundos y donde Dahoud integró el equipo ideal.
El 7 de octubre de 2020 debutó con la selección absoluta en un amistoso ante Turquía que finalizó en empate a tres.

#### Participaciones en Eurocopas
| Torneo                  | Sede                | Resultado  |
| ----------------------- | ------------------- | ---------- |
| Eurocopa Sub-21 de 2017 | Polonia             | Campeón    |
| Eurocopa Sub-21 de 2019 | Italia y San Marino | Subcampeón |

## Estadísticas

### Clubes
Actualizado al último partido disputado el 13 de marzo de 2025.
| Club | Div.          | Temporada     | Liga  | Liga  | Liga   | Copas nacionales(1) | Copas nacionales(1) | Copas nacionales(1) | Copas internacionales(2) | Copas internacionales(2) | Copas internacionales(2) | Total | Total | Total  |
| Club | Div.          | Temporada     | Part. | Goles | Asist. | Part.               | Goles               | Asist.              | Part.                    | Goles                    | Asist.                   | Part. | Goles | Asist. |
| --- | ------------- | ------------- | ----- | ----- | ------ | ------------------- | ------------------- | ------------------- | ------------------------ | ------------------------ | ------------------------ | ----- | ----- | ------ |
| Borussia Mönchengladbach II · Alemania | 4.ª           | 2014-15       | 14    | 2     | 2      | 0                   | 0                   | 0                   | 0                        | 0                        | 0                        | 14    | 2     | 2      |
| Borussia Mönchengladbach II · Alemania | Total club    | Total club    | 14    | 2     | 2      | 0                   | 0                   | 0                   | 0                        | 0                        | 0                        | 14    | 2     | 2      |
| Borussia Mönchengladbach · Alemania | 1.ª           | 2014-15       | 1     | 0     | 0      | 0                   | 0                   | 0                   | 2                        | 0                        | 0                        | 3     | 0     | 0      |
| Borussia Mönchengladbach · Alemania | 1.ª           | 2015-16       | 32    | 5     | 9      | 3                   | 0                   | 0                   | 6                        | 0                        | 0                        | 41    | 5     | 9      |
| Borussia Mönchengladbach · Alemania | 1.ª           | 2016-17       | 28    | 2     | 6      | 5                   | 0                   | 0                   | 9                        | 1                        | 1                        | 42    | 3     | 7      |
| Borussia Mönchengladbach · Alemania | Total club    | Total club    | 61    | 7     | 15     | 8                   | 0                   | 0                   | 17                       | 1                        | 1                        | 86    | 8     | 16     |
| Borussia Dortmund · Alemania | 1.ª           | 2017-18       | 23    | 0     | 4      | 4                   | 0                   | 2                   | 7                        | 0                        | 0                        | 34    | 0     | 6      |
| Borussia Dortmund · Alemania | 1.ª           | 2018-19       | 14    | 1     | 0      | 3                   | 0                   | 0                   | 5                        | 0                        | 0                        | 22    | 1     | 0      |
| Borussia Dortmund · Alemania | 1.ª           | 2019-20       | 12    | 0     | 0      | 0                   | 0                   | 0                   | 2                        | 0                        | 0                        | 14    | 0     | 0      |
| Borussia Dortmund · Alemania | 1.ª           | 2020-21       | 21    | 1     | 1      | 4                   | 0                   | 0                   | 6                        | 1                        | 0                        | 31    | 2     | 1      |
| Borussia Dortmund · Alemania | 1.ª           | 2021-22       | 22    | 2     | 3      | 2                   | 0                   | 0                   | 6                        | 0                        | 2                        | 30    | 2     | 5      |
| Borussia Dortmund · Alemania | 1.ª           | 2022-23       | 9     | 0     | 0      | 1                   | 0                   | 0                   | 0                        | 0                        | 0                        | 10    | 0     | 0      |
| Borussia Dortmund · Alemania | Total club    | Total club    | 101   | 4     | 8      | 14                  | 0                   | 2                   | 26                       | 1                        | 2                        | 141   | 5     | 12     |
| Brighton & Hove Albion F. C. Inglaterra | 1.ª           | 2023-24       | 9     | 0     | 1      | 1                   | 0                   | 0                   | 4                        | 0                        | 0                        | 14    | 0     | 1      |
| Brighton & Hove Albion F. C. Inglaterra | Total club    | Total club    | 9     | 0     | 1      | 1                   | 0                   | 0                   | 4                        | 0                        | 0                        | 14    | 0     | 1      |
| VfB Stuttgart · Alemania | 1.ª           | 2023-24       | 13    | 1     | 0      | 1                   | 0                   | 0                   | ―                        | ―                        | ―                        | 14    | 1     | 0      |
| VfB Stuttgart · Alemania | Total club    | Total club    | 13    | 1     | 0      | 1                   | 0                   | 0                   | 0                        | 0                        | 0                        | 14    | 1     | 0      |
| Eintracht Fráncfort · Alemania | 1.ª           | 2024-25       | 9     | 1     | 1      | 1                   | 0                   | 0                   | 8                        | 0                        | 0                        | 18    | 1     | 1      |
| Eintracht Fráncfort · Alemania | Total club    | Total club    | 9     | 1     | 1      | 1                   | 0                   | 0                   | 8                        | 0                        | 0                        | 18    | 1     | 1      |
| Total carrera | Total carrera | Total carrera | 207   | 15    | 27     | 25                  | 0                   | 2                   | 55                       | 2                        | 3                        | 287   | 17    | 32     |
| (1) Incluye datos de Copa de Alemania y Supercopa de Alemania. (2) Incluye datos de Liga Europa de la UEFA y Liga de Campeones de la UEFA. |               |               |       |       |        |                     |                     |                     |                          |                          |                          |       |       |        |

### Selección nacional
La siguiente tabla detalla los encuentros disputados y los goles marcados por Dahoud con la selección alemana.
| Sub-18 · Alemania                                                                                    | 2014  | 1  | 0 | 0 | -  | - | - | -  | - | - | 1  | 0 | 0 |
| Sub-18 · Alemania                                                                                    | Total | 1  | 0 | 0 | 0  | 0 | 0 | 0  | 0 | 0 | 1  | 0 | 0 |
| Sub-19 · Alemania                                                                                    | 2014  | 5  | 0 | 1 | 2  | 0 | 0 | -  | - | - | 7  | 0 | 1 |
| Sub-19 · Alemania                                                                                    | Total | 5  | 0 | 1 | 2  | 0 | 0 | 0  | 0 | 0 | 7  | 0 | 1 |
| Sub-20 · Alemania                                                                                    | 2015  | 0  | 0 | 0 | -  | - | - | 4  | 0 | 0 | 4  | 0 | 0 |
| Sub-20 · Alemania                                                                                    | Total | 0  | 0 | 0 | 0  | 0 | 0 | 4  | 0 | 0 | 4  | 0 | 0 |
| Sub-21 · Alemania                                                                                    | 2016  | 2  | 0 | 0 | 4  | 0 | 0 | -  | - | - | 6  | 0 | 0 |
| Sub-21 · Alemania                                                                                    | 2017  | 0  | 0 | 0 | 3  | 2 | 1 | 3  | 0 | 0 | 6  | 2 | 1 |
| Sub-21 · Alemania                                                                                    | 2018  | 1  | 0 | 1 | 2  | 0 | 1 | -  | - | - | 3  | 0 | 2 |
| Sub-21 · Alemania                                                                                    | 2019  | 2  | 1 | 0 | -  | - | - | 5  | 1 | 2 | 7  | 2 | 2 |
| Sub-21 · Alemania                                                                                    | Total | 5  | 1 | 1 | 9  | 2 | 2 | 8  | 1 | 2 | 22 | 4 | 5 |
| Total                                                                                                | Total | 11 | 1 | 2 | 11 | 2 | 2 | 12 | 1 | 2 | 34 | 4 | 6 |
| (3) Incluye datos de clasificación europea. (4) Incluye datos de la Eurocopa Sub-21 y la Liga Élite. |       |    |   |   |    |   |   |    |   |   |    |   |   |

### Resumen estadístico
| Competición           | Partidos | Goles | Asistencias | Promedio |
| --------------------- | -------- | ----- | ----------- | -------- |
| Liga                  | 114      | 10    | 21          | 0,08     |
| Copas nacionales      | 15       | 0     | 2           | 0,00     |
| Copas internacionales | 30       | 1     | 1           | 0,03     |
| Selecciones juveniles | 34       | 4     | 6           | 0,11     |
| Total                 | 193      | 15    | 30          | 0,07     |

## Palmarés

### Campeonatos nacionales
| Título                | Equipo            | País     | Año  |
| --------------------- | ----------------- | -------- | ---- |
| Supercopa de Alemania | Borussia Dortmund | Alemania | 2019 |
| Copa de Alemania      | Borussia Dortmund | Alemania | 2021 |

### Campeonatos internacionales
| Título          | Equipo (*)            | País    | Año  |
| --------------- | --------------------- | ------- | ---- |
| Eurocopa Sub-21 | Selección de Alemania | Polonia | 2017 |

(*) Incluyendo la selección.

### Distinciones individuales
| Distinción                                    | Año  |
| --------------------------------------------- | ---- |
| Parte del equipo ideal de la Eurocopa Sub-21. | 2019 |